# Базелевський Дмитро Леонідович
Дмитро́ Леоні́дович Базелевський (нар.28 грудня 1970, Алчевськ, Луганська область, УРСР)  — український баскетболіст та тренер, майстер спорту СРСР.

## Біографія
У дитинстві займався різними видами спорту: плаванням, легкою атлетикою, футболом. Згодом пішов в баскетбольну секцію. Перший тренер — Валерій Семенович Танкілевич.
На початку 1998 року контракт Базелевського з «Денді-Баскетом» був розірваний і атакуючий захисник опинився у санкт-петербурзькому «Спартаку».
7 липня 2011 року очолив львівську «Політехніку-Галичину», але під його керівництвом команда зазнала 5 поразок у 6 матчах, тож вже 19 жовтня він звільнив свою посаду.

## Титули та досягнення
- Чемпіон України: 2002
- Срібний призер чемпіонату України (1): 1995
- Бронзовий призер чемпіонату України (7): 1992, 1996, 1997, 2005, 2006, 2007, 2008
- Фіналіст Євровиклику: 2006
- Найкращий гравець України: 1997
- Фіналіст Кубка СРСР: 1989
- Переможець Першої ліги СРСР: 1989
- Чемпіон УРСР серед юнаків: 1986
- Чемпіон Європи серед ветеранів (40+): 2014[6]
- Майстер спорту СРСР: 1989